# 阚国
阚国，周朝小型诸侯国，在今山东省嘉祥县北。